# フェイス (セリーヌ・ディオンの曲)
「フェイス」（英: Faith=信頼）は、セリーヌ・ディオンのアルバム『ワン・ハート』からの5枚目のシングルである。2003年10月27日にカナダ国内のみでラジオシングルとしてリリースされた。

## 概要
作詞・作曲・プロデュースは1999年にディオンのヒットシングル「ザッツ・ザ・ウェイ・イット・イズ」を手がけたマックス・マーティン。オリジナル3リミックスバージョンもラジオシングルとしてリリースされた。
この曲のミュージック・ビデオは制作されていない。
シングルはケベック・エアプレイ・チャートで4位、カナダ・アダルト・コンテンポラリー・チャートで4位を記録した。
- 調：変ホ長調（E♭）

## 収録曲
カナダ版プロモーションCDシングル
1. 「フェイス」(オリジナル3リミックス) – 3:38
2. 「フェイス」(アルバムバージョン) – 3:43

## 公式編曲版
1. 「フェイス」(オリジナル3リミックス) – 3:38
2. 「フェイス」(アルバムバージョン) – 3:43

## チャート
| チャート(2003年)                             | 最高位 |
| -------------------------------------------- | ------ |
| カナダ・アダルト・コンテンポラリー・チャート | 37     |
| ケベック・エアプレイ・チャート               | 4      |